# Gul 2G
Gul 2G, E-nummer E 107, är ett färgämne. Ämnet som är gulfärgat, är lösligt i vatten. Det är en syntesisk stenkolstjära och gul azofärg. Ämnet verkar orsaka allergiska eller intoleranta reaktioner, speciellt bland de som är intoleranta mot aspirin och astmatiker. Ämnet rekommenderas inte att äta för barn, på grund av dess hyperaktivitetsfrämjande egenskaper. Enbart Storbritannien i EU använder färgämnet, och ämnet håller på att förbjudas av EU. Det är redan förbjudet i Österrike, Japan, Norge, Sverige, Schweiz och USA.